# Bức xạ hạt
Bức xạ hạt (tiếng Anh: Particle radiation) là bức xạ năng lượng ở dạng các hạt hạ nguyên tử di chuyển nhanh. Bức xạ hạt được gọi là chùm hạt nếu các hạt di chuyển theo cùng một hướng, giống như tia sáng.
Do sự lưỡng tính hạt-sóng, tất cả các hạt chuyển động cũng có tính chất sóng. Các hạt năng lượng cao hơn dễ dàng biểu lộ các đặc tính hạt, trong khi hạt năng lượng thấp lại dễ dàng biểu lộ đặc tính sóng .